# Великоникобарски змијар
Великоникобарски орао змијар или јужноникобарски орао змијар (Spilornis klossi) је врста птице грабљивице из породице јастребова и најмања позната врста орла. Ендемит је острва Велики Никобар, које је део индијског острвља Никобари.

## Опис
Достиже тежину од само 450 g и дужину тела од око 40 cm, што га чини најмањом познатом врстом орла.

## Распрострањеност и станиште
Насељава шуму на острву Велики Никобар.

## Таксономија
Сви значајни ауторитети га данас признају као посебну врсту, али у прошлости по неким изворима сматран је за подврсту средњоникобарског орла змијара (S. minimus). Данас о статусу S. minimus постоје различити ставови, према једним изворима има статус посебне врсте, док према другим има статус подврсте ћубастог змијара (Spilornis cheela).